# Klonów (Basse-Silésie)
Pour les articles homonymes, voir Klonów.
Klonów est une localité polonaise de la gmina de Międzybórz, située dans le powiat d'Oleśnica en voïvodie de Basse-Silésie.